# Boulogne-Billancourt
Boulogne-Billancourt [buˈlɔɲ bijɑ̃ˈkuːʀ] ist eine französische Gemeinde mit 120.205 Einwohnern (Stand 1. Januar 2022) südwestlich von Paris. Es ist der Hauptort (französisch sous-préfecture) des Arrondissements Boulogne-Billancourt im Département Hauts-de-Seine in der Region Île-de-France. Die Einwohner werden Boulonnais genannt.
Die Stadt gilt zum einen als einer der vornehmsten Vororte von Paris, zum anderen ist sie im Süden auch durch industrielle Betriebe (während der ersten Hälfte des 20. Jahrhunderts Ansiedlung des französischen Automobilherstellers Renault) und moderne Wohnkomplexe gekennzeichnet, in denen gutbürgerliche Familien wohnen. Die Stadtbauten gelten als wichtiges Zentrum der Zwischenkriegsarchitektur insbesondere der 1930er-Jahre in Frankreich.

## Lage
Boulogne-Billancourt grenzt direkt an das östlich liegende 16. Arrondissement der Hauptstadt und ist über zahlreiche Verkehrsmittel mit Paris verbunden. Wegen der lückenlosen Bebauung über die Stadtgrenze hinweg wird Boulogne-Billancourt umgangssprachlich als das „21. Arrondissement“ von Paris bezeichnet. Nördlich der Stadt befindet sich der Bois de Boulogne, ein Wald und Park, der zu Paris gehört.
Boulogne-Billancourt liegt am rechten Ufer (französisch rive droite) einer Flussschlinge der Seine, die den Ort nach den übrigen drei Seiten begrenzt.

## Geschichte

### Entstehung des Doppelortes
1860 wurde das Dorf Boulogne mit der Ortschaft Billancourt vereinigt. Dort errichtete der Automobilhersteller Renault Ende des 19. Jahrhunderts das erste Automobilwerk. 1924 wurde der Ortsnamen von Boulogne-sur-Seine in die heutige Form Boulogne-Billancourt geändert.
Im Jahr 1926 lebten in Boulogne-Billancourt fast 2'000 Flüchtlinge aus Russland auf, meist ehemalige Soldaten der Armee von Pjotr Wrangel (die sogenannte Weiße Armee). Sie waren meist bei Renault tätig, hatten Veteranenvereine gegründet, führten eine Kasse für gegenseitige Nothilfe (Mutuel) und bildeten eine russisch-orthodoxe Kirchgemeinde. Unter diesen Fremdarbeitern gab es auffällig viele Fälle von Tuberkulose. Wegen ihres Antikommunismus und der Neigung zu Gelben Gewerkschaften wurden diese Wrangellistes von den Unternehmern häufig in der Fabrikpoliziei angestellt. Andere waren als Taxifahrer bei der UCR registriert.

### Dezember 2017:One Planet Summit
La Seine Musicale auf der örtlichen Seine-Insel Île Seguin war Schauplatz des vom französischen Staatspräsidenten Emmanuel Macron auf der UN-Klimakonferenz im November 2017 in Bonn angekündigten außerordentlichen bzw. zusätzlichen Weltklimagipfels One Planet Summit am 12. Dezember 2017; dessen Veranstalter neben der französischen Regierung die Weltbank unter ihrem Präsidenten Jim Yong Kim sowie die Vereinten Nationen mit ihrem Generalsekretär António Guterres waren. Auf der nach dem französischen Chemiker Armand-Jean-François Seguin benannten Insel befand sich vorher ein Teil des Renault-Werks von Boulogne-Billancourt, der 2005 abgerissen wurde.

## Bevölkerung
Die Einwohnerzahl betrug im Jahr 2011 gut 116.000 auf einer Fläche von 6,17 km², wobei Boulogne-Billancourt nicht die Gemeinde mit der größten Bevölkerungsdichte im Ballungsraum Paris ist.
| Bevölkerungsentwicklung | Bevölkerungsentwicklung | Bevölkerungsentwicklung | Bevölkerungsentwicklung | Bevölkerungsentwicklung | Bevölkerungsentwicklung | Bevölkerungsentwicklung | Bevölkerungsentwicklung | Bevölkerungsentwicklung | Bevölkerungsentwicklung | Bevölkerungsentwicklung | Bevölkerungsentwicklung | Bevölkerungsentwicklung | Bevölkerungsentwicklung |
| Jahr                    | 1793                    | 1856                    | 1901                    | 1954                    | 1962                    | 1968                    | 1975                    | 1982                    | 1990                    | 1999                    | 2007                    | 2011                    | 2021                    |
| ----------------------- | ----------------------- | ----------------------- | ----------------------- | ----------------------- | ----------------------- | ----------------------- | ----------------------- | ----------------------- | ----------------------- | ----------------------- | ----------------------- | ----------------------- | ----------------------- |
| Einwohner               | 003.600                 | 011.378                 | 044.416                 | 093.998                 | 106.641                 | 109.008                 | 103.578                 | 102.582                 | 101.743                 | 106.316                 | 112.233                 | 116.220                 | 119.808                 |

## Wirtschaft

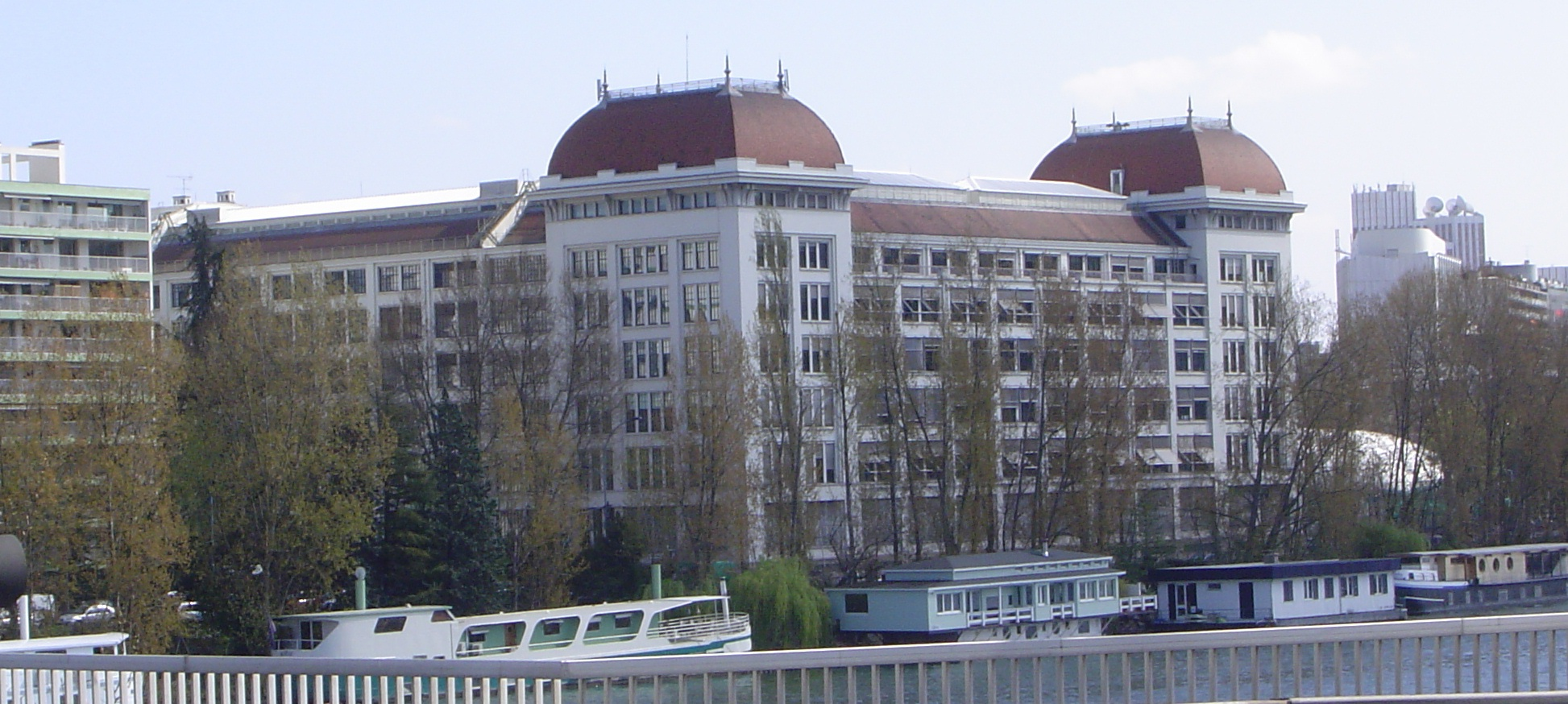
Firmensitz von Thomson SA

Seit ihrer Gründung hat die Firma Renault hier ihren Hauptsitz, ebenso wie der Elektronikkonzern Thomson und Vallourec. Boulogne-Billancourt war und ist ein wichtiger Wirtschaftsstandort in der Pariser Region, in dem viele Firmen ihren Sitz hatten und haben (Auswahl):
- Boursorama
- Bouygues Telecom
- Bouygues Immobilier
- Groupe Carrefour
- Cegedim
- Farman
- La Française des jeux
- Henkel France
- Laboratoires Pierre Fabre
- Neuf Cegetel
- Renault
- Société française de photographie (SFP)
- Solocal
- TF1
- Thomson
- Vallourec & Mannesmann Tubes

## Bildung
- École supérieure des sciences commerciales d’Angers

## Verkehr
Die Stadt wird von der Linie 9 (Stationen Marcel Sembat, Billancourt und Pont de Sèvres) und der Linie 10 (Stationen Boulogne – Pont de Saint-Cloud und Boulogne – Jean Jaurès) der Métro Paris angefahren. Darüber hinaus ist die Stadt durch 20 Buslinien des staatlichen Nahverkehrsunternehmens RATP mit der Stadt Paris und der Umgebung verbunden.
Im Norden, zwischen der Bebauung und dem Bois de Boulogne, verläuft die in die Normandie führende Autoroute A 13, die hier vom innersten Pariser Autobahnring abzweigt.
An den Hafenanlagen von Boulogne werden jährlich etwa drei Millionen Tonnen Waren umgeschlagen.

## Kultur und Sehenswürdigkeiten

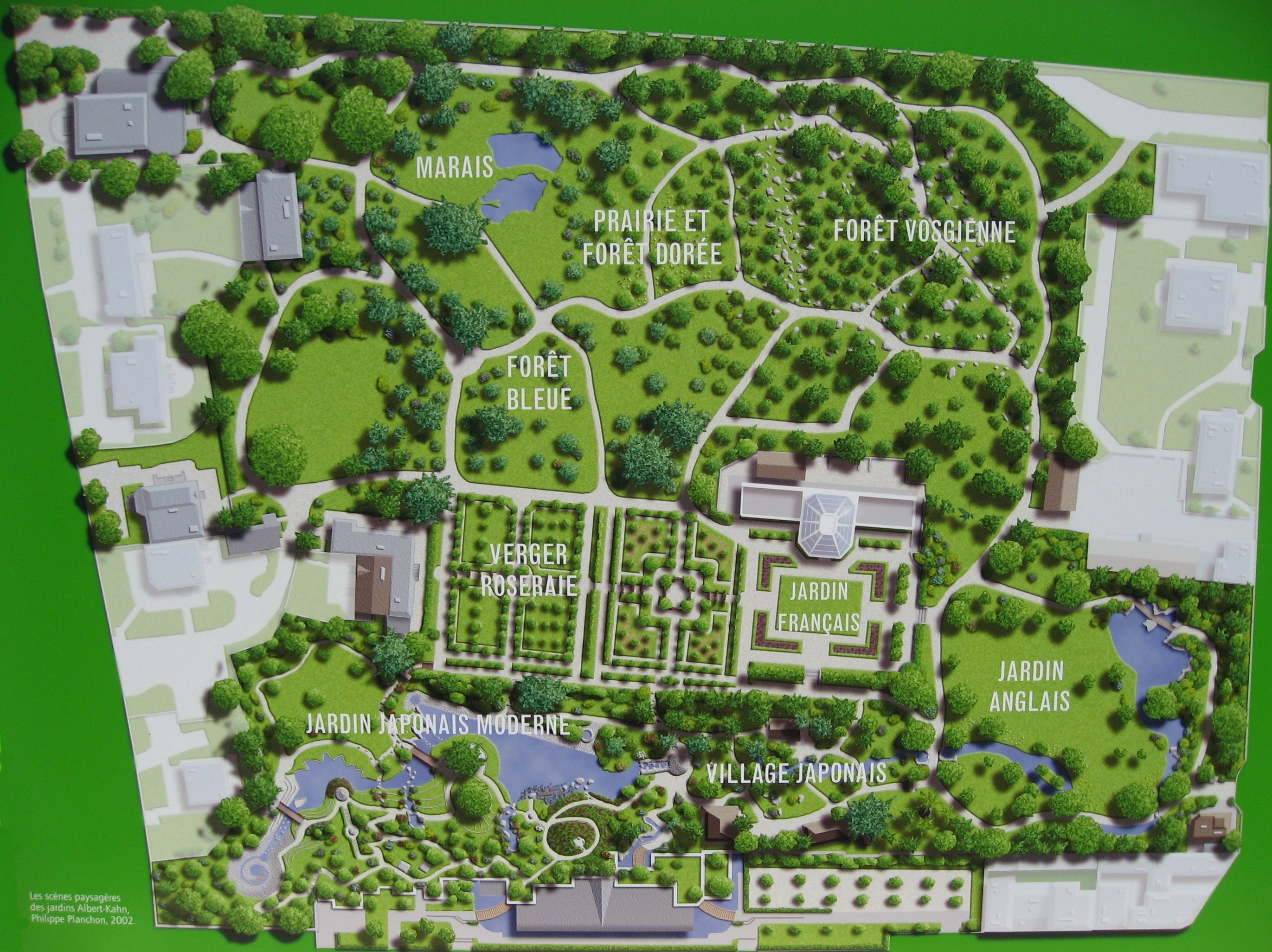
Garten Albert Kahn

- Die Kirche Notre-Dame-des-Menus stammt aus dem 14. Jahrhundert und wurde 1862 als Monument historique klassifiziert.
- Das Musée départemental Albert-Kahn beherbergt die Sammlungen von Albert Kahn, die unter dem Titel Les Archives de la Planète 72.000 zwischen 1909 und 1931 zusammengetragene Autochromes, 4.000 Schwarzweißfotos und mehrere hundert Stunden Film enthalten. Das Museum befindet sich in dem ebenfalls von Albert Kahn Ende des 1894 bis 1910 angelegten Garten, der in seinen einzelnen Bereichen die Gartenkultur verschiedener Länder widerspiegelt.
- Weitere Museen sind das Musée – Jardin Paul Landowski, wo Werke des Bildhauers ausgestellt sind, das Musée des Années Trente (MA30, Museum der Dreißiger Jahre), das Musée Paul-Belmondo, wo Werke des Künstlers – Vater von Jean-Paul Belmondo – ausgestellt sind, und schließlich das Musée Renault, das natürlich dem Auto, insbesondere aber der Firma Renault, gewidmet ist.
- La Seine Musicale auf der örtlichen Seine-Insel Île Seguin, ein am 21. April 2017 mit einem Konzert von Bob Dylan eingeweihtes Kulturzentrum mit z. B. im Konzertsaal Auditorium bis zu 1.150 Plätzen

## Sport
Der Boulogne-Billancourt-Halbmarathon findet seit 1997 im November statt und gehört mittlerweile zu den populärsten Läufen über diese Distanz in Frankreich.

## Krankenhaus
- Hôpital Ambroise-Paré

## Städtepartnerschaften
- Anderlecht (Belgien), seit 1955
- Bezirk Neukölln von Berlin (Deutschland), seit 1955
- Hammersmith and Fulham, (Vereinigtes Königreich), seit 1955
- Zaanstad (Niederlande), seit 1955
- Marino (Italien), seit 1968
- Pančevo (Serbien), seit 1968
- Ra’anana (Israel), seit 1968
- Irving, Texas (USA), seit 1993
- Sousse (Tunesien), seit 1993
- Guang’an (Volksrepublik China), seit 2007